# KTR
 (août 2019).
Si vous disposez d'ouvrages ou d'articles de référence ou si vous connaissez des sites web de qualité traitant du thème abordé ici, merci de compléter l'article en donnant les références utiles à sa vérifiabilité et en les liant à la section « Notes et références ».
 (signalé en juillet 2025).
Si vous disposez d'ouvrages ou d'articles de référence ou si vous connaissez des sites web de qualité traitant du thème abordé ici, merci de compléter l'article en donnant les références utiles à sa vérifiabilité et en les liant à la section « Notes et références ».
- Archive Wikiwix
- Bing
- Cairn
- DuckDuckGo
- E. Universalis
- Gallica
- Google
- G. Books
- G. News
- G. Scholar
- Persée
- Qwant
- (zh) Baidu
- (ru) Yandex
- (wd) trouver des œuvres sur Wikidata

KTR, acronyme de Keersbergs Transport Racing, du nom de la société de transport de Prosper Mollekens, est une écurie de sport automobile belge. Elle a été fondée par Prosper Mollekens en 1978. Depuis le milieu des années 1990, elle est dirigée par Kurt Mollekens. Au cours des années 2000, l'équipe belge a participé aux championnats de Formula Renault 3.5, Eurocup Formula Renault 2.0 et Formula Renault 2.0 NEC.

## Résultats en Formula Renault 3.5
| Saison | Voiture        | Pilotes           | GP disputés | Victoires | Pole positions | Records du tour | Podiums | Points inscrits | Classement pilote | Classement équipe |
| ------ | -------------- | ----------------- | ----------- | --------- | -------------- | --------------- | ------- | --------------- | ----------------- | ----------------- |
| 2005   | Tatuus-Renault | Jaap van Lagen    | 18          | 0         | 0              | 1               | 1       | 49              | 9e                | 3e                |
| 2005   | Tatuus-Renault | Tristan Gommendy  | 18          | 1         | 1              | 3               | 5       | 96              | 4e                | 3e                |
| 2006   | Tatuus-Renault | Robbie Kerr       | 18          | 0         | 0              | 1               | 0       | 20              | 17e               | 7e                |
| 2006   | Tatuus-Renault | Sean McIntosh     | 17          | 0         | 1              | 0               | 2       | 63              | 6e                | 7e                |
| 2007   | Tatuus-Renault | Guillaume Moreau  | 17          | 1         | 1              | 0               | 2       | 43              | 14e               | 8e                |
| 2007   | Tatuus-Renault | Bertrand Baguette | 17          | 0         | 0              | 0               | 2       | 34              | 17e               | 8e                |
| 2008   | Tatuus-Renault | Daniil Move       | 9           | 0         | 0              | 0               | 0       | 6               | 22e               | 12e               |
| 2008   | Tatuus-Renault | Siso Cunill       | 8           | 0         | 0              | 0               | 0       | 1               | 30e               | 12e               |
| 2008   | Tatuus-Renault | Guillaume Moreau  | 9           | 0         | 0              | 0               | 1       | 20              | 16e               | 12e               |
| 2008   | Tatuus-Renault | Sergey Afanasyev  | 6           | 0         | 0              | 0               | 0       | 0               | 34e               | 12e               |

## Résultats en Eurocup Formula Renault 2.0
| Saison | Voiture        | Pilotes             | GP disputés | Victoires | Pole positions | Records du tour | Podiums | Points inscrits | Classement pilote | Classement équipe |
| ------ | -------------- | ------------------- | ----------- | --------- | -------------- | --------------- | ------- | --------------- | ----------------- | ----------------- |
| 2011   | Tatuus-Renault | Stoffel Vandoorne   | 14          | 0         | 0              | 0               | 1       | 93              | 5e                | 5e                |
| 2011   | Tatuus-Renault | Liroy Stuart        | 4           | 0         | 0              | 0               | 0       | 4               | 21e               | 5e                |
| 2011   | Tatuus-Renault | Jack Hawksworth     | 2           | 0         | 0              | 0               | 0       | 0               | Non classé        | 5e                |
| 2011   | Tatuus-Renault | Meindert van Buuren | 8           | 0         | 0              | 0               | 0       | 0               | 39e               | 5e                |
| 2012   | Tatuus-Renault | Miki Weckstrom      | 8           | 0         | 0              | 0               | 0       | 18              | 20e               | 10e               |
| 2012   | Tatuus-Renault | Victor Colomé       | 2           | 0         | 0              | 0               | 0       | 0               | Non classé        | 10e               |
| 2012   | Tatuus-Renault | Yu Kanamaru         | 14          | 0         | 0              | 0               | 0       | 0               | 39e               | 10e               |
| 2012   | Tatuus-Renault | Ignazio D'Agosto    | 14          | 0         | 0              | 0               | 0       | 4               | 26e               | 10e               |
| 2013   | Tatuus-Renault | Yu Kanamaru         | 14          | 0         | 0              | 0               | 0       | 0               | 31e               | 8e                |
| 2013   | Tatuus-Renault | Alexander Albon     | 14          | 0         | 1              | 1               | 0       | 22              | 16e               | 8e                |
| 2013   | Tatuus-Renault | Ignazio D'Agosto    | 14          | 1         | 0              | 0               | 2       | 74              | 8e                | 8e                |
| 2014   | Tatuus-Renault | Alexander Albon     | 14          | 0         | 1              | 0               | 3       | 117             | 3e                | 7e                |
| 2014   | Tatuus-Renault | Gregor Ramsay       | 14          | 0         | 0              | 0               | 0       | 0               | 24e               | 7e                |
| 2014   | Tatuus-Renault | Jules Gounon        | 2           | 0         | 0              | 0               | 0       | 0               | 30e               | 7e                |
| 2014   | Tatuus-Renault | Callan O'Keeffe     | 4           | 0         | 0              | 1               | 0       | 28              | 16e               | 7e                |

## Résultats en Formula Renault 2.0 NEC
| Saison | Voiture        | Pilotes           | GP disputés | Victoires | Pole positions | Records du tour | Podiums | Points inscrits | Classement pilote | Classement équipe |
| ------ | -------------- | ----------------- | ----------- | --------- | -------------- | --------------- | ------- | --------------- | ----------------- | ----------------- |
| 2010   | Tatuus-Renault | Rogier de Wit     | 14          | 0         | 0              | 0               | 6       | 349             | 6e                | pas de classement |
| 2010   | Tatuus-Renault | Mikkel Mac        | 19          | 3         | 2              | 2               | 6       | 349             | 2e                | pas de classement |
| 2011   | Tatuus-Renault | Stoffel Vandoorne | 20          | 0         | 3              | 0               | 8       | 328             | 3e                | 2e                |
| 2011   | Tatuus-Renault | Liroy Stuart      | 12          | 0         | 1              | 1               | 0       | 106             | 14e               | 2e                |
| 2011   | Tatuus-Renault | Josh Hill         | 10          | 0         | 1              | 0               | 0       | 92              | 16e               | 2e                |
| 2012   | Tatuus-Renault | Victor Colomé     | 20          | 0         | 0              | 0               | 0       | 87              | 20e               | 9e                |
| 2012   | Tatuus-Renault | Yu Kanamaru       | 20          | 1         | 0              | 0               | 1       | 97              | 17e               | 9e                |
| 2012   | Tatuus-Renault | Ignazio D'Agosto  | 20          | 0         | 0              | 0               | 0       | 89              | 18e               | 9e                |
| 2013   | Tatuus-Renault | Yu Kanamaru       | 8           | 0         | 0              | 0               | 0       | 47              | 26e               | pas de classement |
| 2013   | Tatuus-Renault | Alexander Albon   | 6           | 0         | 0              | 1               | 1       | 61              | 22e               | pas de classement |
| 2013   | Tatuus-Renault | Ignazio D'Agosto  | 3           | 0         | 0              | 0               | 0       | 4               | 48e               | pas de classement |
| 2014   | Tatuus-Renault | Alexander Albon   | 6           | 0         | 0              | 1               | 2       | 88              | 17e               | 9e                |
| 2014   | Tatuus-Renault | Gregor Ramsay     | 6           | 0         | 0              | 0               | 0       | 43              | 24e               | 9e                |
| 2014   | Tatuus-Renault | Jules Gounon      | 2           | 0         | 0              | 0               | 0       | 54              | 23e               | 9e                |
| 2014   | Tatuus-Renault | Callan O'Keeffe   | 2           | 0         | 0              | 0               | 0       | 187             | 7e                | 9e                |